# Fusion (jura)
 For alternative betydninger, se Fusion. (Se også artikler, som begynder med Fusion)
En fusion er en sammenslutning af flere virksomheder til én virksomhed.
En fusion kan gennemføres på tre måder:
- Ved at en virksomhed køber en andens virksomheds aktiver og passiver
- Ved at to juridiske enheder sammensmeltes til én juridisk enhed
- Ved at en juridisk enhed opløses ved likvidation eller opløsningserklæring, hvorefter den juridiske enheds virksomhed (aktiver og passiver) overdrages til ejerens virksomhed.

De fleste lande har vedtaget konkurrencelovgivning, der regulerer og i et vist omfang begrænser mulighederne for fusioner. I EU er vedtaget en række regler, der sksal sikre, at fusioner ikke medfører begrænsninger i den fri konkurrence eller leder til markedsmisbrug. Supplerende regler er i Danmark fastsat ved konkurrenceloven.
Ved sammenlægning af juridiske enheder i skal en række betingelser være opfyldt. Disse regler har til formål at sikre, at de juridiske enheders kreditorer ikke bliver stillet dårligere ved fusionen, eksempelvis ved sammenlægning af en økonomisk stærk virksomhed med en økonomisk svag juridisk enhed. Det er ved EU's direktiver om medlemslandenes selskabslovgivning stillet krav om, der i EU's medlemslande skal være krav om, at der udarbejdes en erklæring herom af vurderingsmænd, der bekræfter, at kreditorernes stilling ikke forværres ved fusionen. Såfremt alle kapitalejere i de sammelagte selskaber er enige, kan der dog fravælges en erklæring om kreditorernes stilling; kreditorerne har dog i en sådan situation mulighed for at stille krav om sikkerhed for deres tilgodehavende.
I forhold til regnskaber vil de sammensluttede virksomheder kunne have haft indbyrdes transaktioner i perioden op til fusionen. Sådanne transaktioner skal ideelt elimineres på samme måde som ved udarbejdelse af koncernregnskaber. I danske selskaber er dette et krav (årsregnskabslovens kapitel 15).

## Fusioner i det offentlige
Fusioner af private selskaber drejer sig som regel om en vækst-strategi.[kilde mangler] Fusioner i det offentlige handler derimod om effektivisering og ikke om vækst.[kilde mangler] Fusioner i offentlig sektor er derfor noget helt andet end i privat sektor; og mens 80 % af fusioner i privat sektor er mislykket, er tallet endnu værre for fusioner i det offentlige.